# Abu Ghraib
Abu Ghraib —àrab: أبو غريب, Abū Ḡurayb— és una ciutat iraquiana de la província de Bagdad, situada a l'oest de la ciutat de Bagdad i al nord-oest del seu aeroport internacional. Té una població de 189.000 habitants (2003) i la creua l'antiga carretera a Jordània. El govern li atorgà l'estatus de ciutat el 1944.
El significat del topònim sovint s'ha volgut explicar com a «pare del del petit corb», en el sentit de lloc on hi abundarien els corbs. Tanmateix, és probable que aquesta sigui una típica etimologia popular, i el nom «Ghraib» s'hauria de relacionar amb el mot gharb, «oest».

## Història
Abans de la primera Guerra del Golf Abu Ghraib va ser coneguda com el lloc on s'enclavava la planta de llet infantil on segons les agències d'intel·ligència occidentals es fabricaven armes biològiques. La planta va ser construïda en 1980 i camuflada mitjançant pintura estampada, durant la Guerra Iran-Iraq. Va ser bombardejada durant la guerra del golf. En el període d'entreguerres el govern iraquià la va reconstruir parcialment i novament va ser denunciada per part del Secretari d'estat americà Colin Powell de ser una fàbrica d'armes biològiques. Després de la Invasió de l'Iraq de 2003, el grup encarregat de trobar i identificar les armes de destrucció massives, l'Iraq Survey Group, va descartar que mai s'haguessin fabricat armes biològiques i es va acceptar que es tractava d'una fàbrica de llet materno-infantil.
La ciutat és també coneguda per la seva presó, lloc on les forces d'ocupació torturaven i mataven presoners de la insurgència o simples civils. El 2003 la presó va prendre notorietat internacional arran de les denúncies i publicacions de fotografies que testimoniaven aquests fets.